# Вулиця Рівненська (Львів)
Ву́лиця Рівненська — вулиця у Залізничному районі міста Львова, в місцевості Сигнівка. Починається від перехрестя з вулицями Кавказькою та Самбірською та прямує до вулиці Луцької.

## Історія
Виникла у 1946 році, як частина вулиці Луцької бічної, названа так на згадку про українське місто Луцьк, обласний центр Волинської області. 1958 року виділена в окрему вулицю та перейменована на Ровенську, на згадку про українське місто Рівне, обласний центр Рівненської області. Сучасна уточнена назва — вулиця Рівненська походить від 1992 року.

## Забудова
Забудова вулиці Рівненської — одноповерхова садибна, нові індивідуальні забудови.